# رویارویی (فیلم ۲۰۰۰)
رویارویی (به چینی: 順流逆流) یک فیلم اکشن هنگ‌گنکی محصول سال ۲۰۰۰ به کارگردنی تسوی هارک است.

## داستان
یک جوان تبدیل به یک محافظ می‌شود تا از پس هزینه‌های زندگی‌اش برآید…